# Teinoptila
Teinoptila là một chi bướm đêm thuộc họ Yponomeutidae.

## Các loài
- Teinoptila antistatica - (Meyrick, 1931)
- Teinoptila bolidias - (Meyrick, 1913)
- Teinoptila brunnescens - (Moore, 1888)
- Teinoptila calcarata - (Meyrick 1924)
- Teinoptila clavata - Q. Jin, S.X. Wang & H.H. Li, 2009
- Teinoptila corpuscularis - (Meyrick 1907)
- Tienoptila guttella - Moriuti, 1977
- Teinoptila ingens - Gershenson & Ulenberg 1998
- Teinoptila interruptella - Sauber, 1902
- ?Teinoptila puncticornis -